# Patrick Russell
Patrick Philip Russell, född 4 januari 1993 i Birkerød, är en dansk professionell ishockeyspelare som spelar för Kölner Haie i DEL. Han gjorde seniordebut som 15-åring för Gentofte Stars i Divisionen. Efter att ha spelat juniorishockey för Linköping HC i fyra säsonger, flyttade Russell till Nordamerika 2013 där han spelade en säsong för Waterloo Black Hawks i USHL. Därefter tillbringade han två säsonger på college med St. Cloud State Huskies, innan han 2016 skrev ett tvåårsavtal med Edmonton Oilers i NHL. Russell tillhörde Oilers de följande fem säsongerna, men spelade initialt främst för farmarklubben Bakersfield Condors i AHL.
Mellan 2021 och 2025 spelade han för Linköping HC i SHL. Sedan 2025 tillhör han Kölner Haie.
I landslagssammanhang har Russell representerat Danmark vid ett OS och fyra VM. Som junior spelade han två JVM och två U18-VM.

## Karriär

### Klubblag

#### 2008–2021: Början av karriären
Russell spelade juniorishockey i Danmark med Gentofte Stars. Säsongen 2008/09, vid 15 års ålder spelade han för klubbens J20-lag, där han på 27 grundseriematcher noterades för 46 poäng, varav 31 mål. Han blev tvåa i lagets interna poängliga och vann skytteligan. Samma säsong fick han göra debut med A-laget i Divisionen, där han på 13 grundseriematcher stod för sju poäng (fem mål, två assist). 2009 lämnade Russell Danmark då han blivit antagen till hockeygymnasiet i Linköping. Totalt tillbringade han fyra säsonger i Linköpings juniorsektioner. Säsongen 2011/12 vann Linköping JSM-guld: denna säsong spelade Russell dock endast två matcher för klubben efter att han ådragit sig en skada.
Inför säsongen 2013/14 lämnade Russell Sverige för spel i Nordamerika, där han spelade för Waterloo Black Hawks i USHL. Han spelade totalt 67 matcher för klubben och noterades för 57 poäng (34 mål, 23 assist). De två efterföljande säsongerna tillbringade Russell med St. Cloud State Huskies på St. Cloud State University. Under sin andra säsong med Huskies snittade han en poäng per match och blev tvåa i lagets skytteliga. På 41 matcher stod han för 20 mål och 21 assistpoäng.

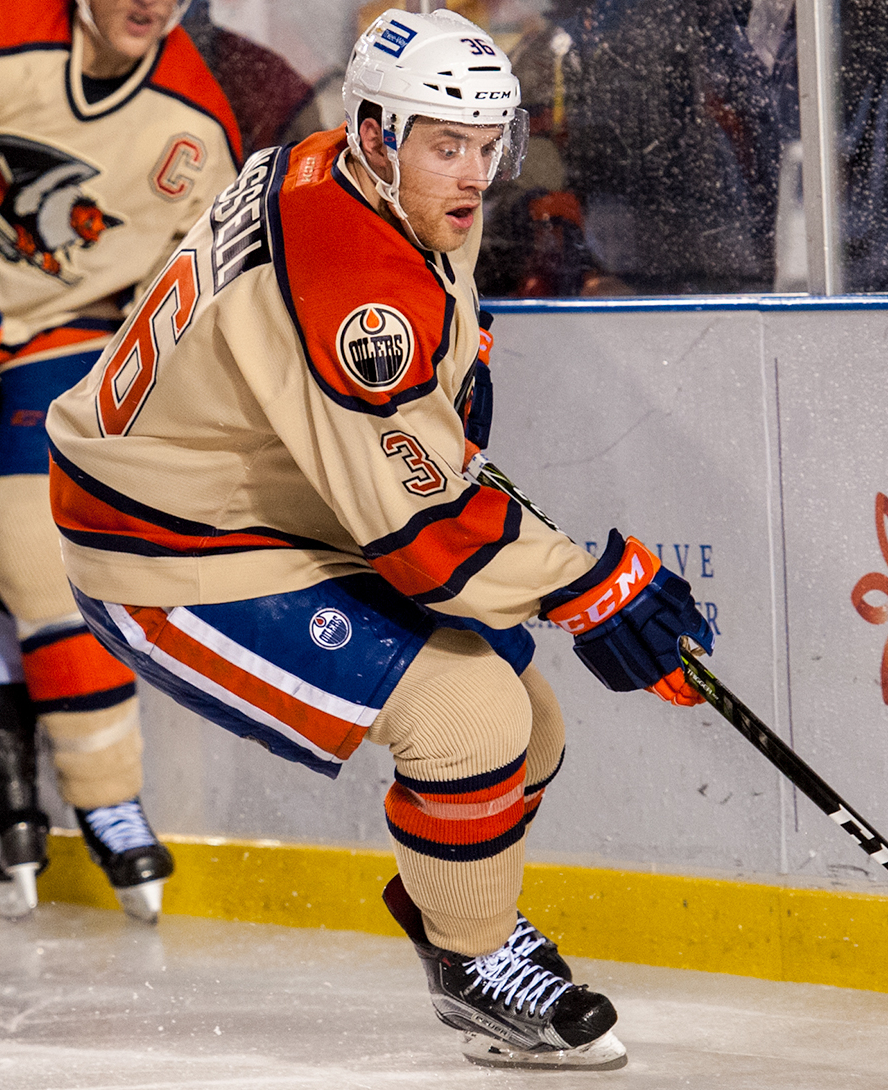
Russell under en match med Bakersfield Condors 2017.

Den 9 maj 2016 meddelades det att Russell skrivit ett tvåårsavtal med Edmonton Oilers i NHL. Russell skickades därefter ner till Oilers farmarklubb, Bakersfield Condors i AHL, där han tillbringade de två kommande säsongerna. Den 18 oktober 2016 gjorde han AHL-debut i en 4–1-seger mot Manitoba Moose. Den 30 december samma år gjorde han sitt första AHL-mål, på Troy Grosenick, i en 7–2-seger mot San Jose Barracuda. I sin första AHL-säsong noterades Russell för 17 poäng på 68 grundseriematcher (åtta mål, nio assist). Säsongen 2017/18 ökade Russell sin poängskörd i AHL:s grundserie. På 68 matcher stod han för 27 poäng, varav 14 mål.
Den 8 juni 2018 stod det klart att Russell förlängt sitt avtal med Oilers med ytterligare en säsong. Han inledde den följande säsongen med Condors i AHL, men blev uppkallad till Oilers i NHL i mitten av november 2018. Han gjorde NHL-debut den 17 november, i en 2–4-förlust mot Calgary Flames, och blev därmed den tolfte danska spelaren i NHL:s historia. Totalt spelade han sex NHL-matcher denna säsong, dock utan att noteras för några poäng. I AHL gjorde han sin poängmässigt bästa säsong då han på 51 grundseriematcher noterades för 40 poäng (18 mål, 22 assist). Condors slutade på första plats i Pacific Division och därefter spelade Russell sitt första Calder Cup-slutspel. I åttondelsfinal slog man ut Colorado Eagles med 3–1 i matcher, innan man i kvartsfinalserien besegrades med 4–2 av San Diego Gulls. På tio matcher stod han för sju poäng, varav två mål.
Russell förlängde sitt avtal med Oilers med ytterligare en säsong den 11 juni 2019. Den följande säsongen fick Russell alltmer speltid med Oilers i NHL och spelade totalt 45 matcher för klubben. Totalt noterades han för fem assistpoäng. Den 31 augusti 2020 förlängde Russell återigen sitt avtal med Oilers med ett år. På grund av Coronaviruspandemin 2019–2021 skulle NHL-starten försenas till januari 2021, varför det den 23 september 2021 meddelades att Russell lånats ut till Rungsted Seier Capital i Superisligaen. Han hann dock endast spela tre matcher för klubben innan han ådrog sig en knäskada. Återstoden av säsongen spelade Russell för Oilers i NHL där han medverkade i totalt åtta matcher.

#### Från 2021: Linköping HC och Kölner Haie
Den 1 augusti 2021 bekräftades det att Russell lämnat Nordamerika då han skrivit ett tvåårsavtal med Linköping HC i Svenska Hockeyligan. Den 25 september samma år, i grundseriens fjärde omgång, gjorde han sina två första mål i SHL, på Kasimir Kaskisuo, i en 3–4-seger mot Leksands IF. Russell spelade totalt 42 grundseriematcher under säsongens gång och slutade på tredje plats i Linköpings interna poängliga med 28 poäng. Han vann lagets skytteliga då han noterades för 18 gjorda mål. I sin andra säsong i SHL spelade Russell samtliga 52 grundseriematcher. I sluttampen av säsongen meddelades det, den 14 februari 2023, att han förlängt sitt avtal med klubben med ytterligare två säsonger. För andra säsongen i följd slutade Russell på tredje plats i Linköpings interna poängliga då han noterades för 26 poäng (10 mål, 16 assist).
Säsongen 2023/24 slutade Russell för tredje säsongen i följd på tredje plats i Linköpings interna poängliga. Den 20 januari 2024 noterades han för sitt första hat trick i SHL då han stod för samtliga mål i en 3–0-seger mot Modo Hockey. Han spelade 49 grundseriematcher och stod för 33 poäng. Med 21 gjorda mål vann han, tillsammans med Ty Rattie, lagets interna skytteliga och slutade på delad tredjeplats i SHL:s totala skytteliga. Tillsammans med John Nyberg var Russell också den i laget som hade bäst plus/minus-statistik i laget under grundserien (+9). Efter grundseriens slut spelade han sedan sitt första SM-slutspel där Linköping besegrades med 4–0 i matcher mot Skellefteå AIK i kvartsfinalserien. Säsongen 2024/25 misslyckades Linköping att ta sig till SM-slutspel då man slutade på tolfte plats i grundserien. Russell missade endast en av de 52 grundseriematcherna och noterades för 29 poäng, varav tolv mål. I en intervju med Östgöta Correspondenten bekräftade Russell i slutet av mars 2025 att han lämnat klubben.
Den 30 maj 2025 bekräftade det att Russell skrivit ett avtal med den tyska klubben Kölner Haie i DEL.

### Landslag

#### 2010–2013: Ungdoms- och juniorlandslag
Russell blev uttagen att representera Danmark vid U18-VM vid två tillfällen; 2010 och 2011. Danmark spelade då i VM:s division I vid båda tillfällena. 2010 slutade Danmark på andra plats i grupp A. Laget förlorade om Norge i gruppspelets sista omgång och tappade därmed chansen till avancemang till VM:s toppdivision. På fem matcher stod Russell för nio poäng, varav två mål. 2011 vann Danmark grupp B och lyckades därför att avancera till toppdivisionen. I gruppspelets andra omgång stod Russell för nio poäng då Sydkorea besegrades med 16–2. På fem matcher noterades Russell för 14 poäng, varav fem mål, vilket gav honom en andraplats i den totala poängligan.
Även under JVM representerade Russell Danmark vid två tillfällen; 2011 och 2013. Likt U18-VM spelade Danmark då i mästerskapets division I vid dessa tillfällen. I gruppspelets andra omgång stod Russell för ett hat trick och totalt fyra mål då Kroatien besegrades med 12–3. Danmark förlorade endast en match och vann grupp B, vilket gjorde att de avancerade till JVM:s toppdivision. Russell stod för åtta poäng, varav sju mål på fem spelade matcher. Han slutade på delad andraplats i turneringens totala skytteliga. Russell spelade sitt andra JVM 2013, där Danmark slutade på tredje plats i division I A. På fem matcher noterades han för ett mål och en assist.

#### Från 2016: A-landslaget
Russell spelade sin första A-landslagsmatch den 7 april 2016, i en 4–6-seger mot Lettland. Den 26 april 2017 gjorde han sitt första A-landslagsmål, i en 4–5-seger mot Schweiz.
Russell spelade sitt första VM 2017 i Frankrike och Tyskland. I Danmarks tredje match under gruppspelet gjorde Russell sitt första mål i VM-sammanhang. Danmark slutade på sjätte plats i grupp A, vilket innebar att de misslyckades att ta sig till VM-slutspel. På sju matcher stod Russell för ett mål. Russell spelade sitt andra VM året därpå, som avgjordes i Danmark. Danmark som denna gång spelade i grupp B tappade sin slutspelsmatch i den sista gruppspelsmatchen då man föll mot Lettland med 1–0. Russell gick poänglös ur de sju matcherna han spelade. Russell spelade sedan också, för tredje året i följd, VM 2019 i Slovakien. Även denna gång misslyckades laget att ta sig till VM-slutspel då placerade sig på sjätte plats i grupp A. Russell spelade fyra matcher och noterades för en assistpoäng.
I augusti 2021 var Russell med och tog Danmark till OS-spel då man vann grupp F i OS-kvalet. Efter ett lyckat gruppspel tog sig Danmark för första gången till slutspel i OS-sammanhang. I kvartsfinal föll man dock mot Ryssland med 3–1 och slutade därmed på sjätte plats. På fem matcher stod Russell för tre assistpoäng. 2023 spelade han sitt fjärde VM, denna gång i Lettland och Finland. Russell gjorde sin poängmässigt bästa VM-turnering då han på sju matcher stod för tre poäng, varav två mål. Danmark slutade på femte plats i grupp A och misslyckades därför att ta sig till slutspelet.
Russell spelade VM i Tjeckien 2024 som assisterande lagkapten för andra gången. Danmark vann två av matcherna i den första rundan och slutade på sjunde plats i grupp A, vilket gjorde att man missade det följande slutspelet. Russell spelade samtliga sju matcher och stod för ett mål och tre assistpoäng. Russell spelade sitt fjärde VM i följd 2025 i Sverige och Danmark. Danmark tog sig vidare från gruppspelet genom att i den sista matchen besegra Tyskland efter straffläggning. Man slutade på fjärde plats i grupp B och slog därefter ut Kanada i kvartsfinal med 2–1; detta gjorde att man för första gången någonsin tagit sig till semifinalspel i VM. Danmark föll därefter i semifinal mot Schweiz (7–0) och i den följande bronsmatchen mot Sverige (6–2). Laget slutade alltså på fjärde plats i mästerskapet och på tio matcher stod Russell för två mål och fem assistpoäng.

## Statistik

### Klubblag
| 2008–09    | Gentofte Stars          | Divisionen    | 13  | 5  | 2  | 7   | 4   | 6  | 0 | 1 | 1 | 2 |
| 2013–14    | Waterloo Black Hawks    | USHL          | 55  | 29 | 20 | 49  | 40  | 12 | 5 | 3 | 8 | 6 |
| 2014–15    | St. Cloud State Huskies | NCHC          | 40  | 10 | 15 | 25  | 12  | —  | — | — | — | — |
| 2015–16    | St. Cloud State Huskies | NCHC          | 41  | 20 | 21 | 41  | 14  | —  | — | — | — | — |
| 2016–17    | Bakersfield Condors     | AHL           | 68  | 8  | 9  | 17  | 22  | —  | — | — | — | — |
| 2017–18    | Bakersfield Condors     | AHL           | 68  | 14 | 13 | 27  | 48  | —  | — | — | — | — |
| 2018–19    | Bakersfield Condors     | AHL           | 51  | 18 | 22 | 40  | 32  | 10 | 2 | 5 | 7 | 4 |
| 2018–19    | Edmonton Oilers         | NHL           | 6   | 0  | 0  | 0   | 2   | —  | — | — | — | — |
| 2019–20    | Edmonton Oilers         | NHL           | 45  | 0  | 5  | 5   | 12  | —  | — | — | — | — |
| 2020–21    | Rungsted Seier Capital  | Superisligaen | 3   | 0  | 0  | 0   | 0   | —  | — | — | — | — |
| 2020–21    | Edmonton Oilers         | NHL           | 8   | 0  | 2  | 2   | 0   | —  | — | — | — | — |
| 2021–22    | Linköping HC            | SHL           | 42  | 18 | 10 | 28  | 14  | —  | — | — | — | — |
| 2022–23    | Linköping HC            | SHL           | 52  | 10 | 16 | 26  | 24  | —  | — | — | — | — |
| 2023–24    | Linköping HC            | SHL           | 49  | 21 | 12 | 33  | 45  | 4  | 0 | 1 | 1 | 0 |
| 2024–25    | Linköping HC            | SHL           | 51  | 12 | 17 | 29  | 18  | —  | — | — | — | — |
| SHL totalt | SHL totalt              | SHL totalt    | 194 | 61 | 55 | 116 | 91  | 4  | 0 | 1 | 1 | 0 |
| AHL totalt | AHL totalt              | AHL totalt    | 187 | 40 | 44 | 84  | 102 | 10 | 2 | 5 | 7 | 4 |
| NHL totalt | NHL totalt              | NHL totalt    | 59  | 0  | 7  | 7   | 14  | —  | — | — | — | — |

### Internationellt
| År            | Lag           | Turnering     | Matcher | Mål | Assists | Poäng | Utv. |
| ------------- | ------------- | ------------- | ------- | --- | ------- | ----- | ---- |
| 2010          | Danmark       | U18-VM-D1     | 5       | 2   | 7       | 9     | 0    |
| 2011          | Danmark       | U18-VM-D1     | 5       | 5   | 9       | 14    | 0    |
| 2011          | Danmark       | JVM-D1        | 5       | 7   | 1       | 8     | 2    |
| 2013          | Danmark       | JVM-D1        | 5       | 1   | 1       | 2     | 18   |
| 2017          | Danmark       | VM            | 7       | 1   | 0       | 1     | 0    |
| 2018          | Danmark       | VM            | 7       | 0   | 0       | 0     | 0    |
| 2019          | Danmark       | VM            | 4       | 0   | 1       | 1     | 0    |
| 2022          | Danmark       | OS            | 5       | 0   | 3       | 3     | 0    |
| 2023          | Danmark       | VM            | 7       | 2   | 1       | 3     | 2    |
| 2024          | Danmark       | VM            | 7       | 1   | 3       | 4     | 0    |
| 2025          | Danmark       | VM            | 10      | 2   | 5       | 7     | 6    |
| Senior totalt | Senior totalt | Senior totalt | 47      | 6   | 13      | 19    | 8    |
| Junior totalt | Junior totalt | Junior totalt | 20      | 15  | 18      | 33    | 20   |